# Bertil Söderling
Bertil Knutsson Söderling, född 19 januari 1905 i Stockholm, död 22 augusti 1989, var en svensk barnläkare och barn- och ungdomspsykiater.
Söderling, som var son till praktiserande läkaren Knut Söderling och Berta Forssling, avlade studentexamen i Stockholm 1923, blev medicine kandidat i Stockholm 1926, medicine licentiat där 1931, medicine doktor där 1939 och docent i pediatrik vid Göteborgs universitet 1959. Han var assistentläkare på Sollefteå garnisonssjukhus 1929, extra underläkare vid medicinska polikliniken på Serafimerlasarettet 1931, amanuens och underläkare vid pediatriska kliniken på Karolinska sjukhuset 1932–1936 och 1937–1939, underläkare på Västeråsens sanatorium 1936–1937, extra läkare för barnsjukdomar på Borås lasarett 1939–1941, överläkare på barnkliniken där 1941–1971 och tillförordnad överläkare vid barn- och ungdomspsykiatriska kliniken där 1968–1976. Han var föreståndare för landstingets barnavårdscentral i Borås 1939–1969 och för Älvsborgs läns landstings förebyggande psykiska barna- och ungdomsvård i Borås 1953–1976. Han genomgick Ericastiftelsens seminarium 1952–1953. Han deltog i det socialmedicinska efterkrigsarbetet som delegat för Rädda barnen, var överläkare på Svenska kommittén för internationell hjälpverksamhets barnsjukhus i Polen, medverkade i radio ("radiodoktorn") 1954–1965, var ledamot av 1962 års familjeberedning, av direktionen för Allmänna barnhuset 1967–1975 och ordförande i Borås stad/kommuns kulturnämnd 1967–1973. Han författade skrifter om barnsockersjukan, lungsjukdomar hos barn, barntuberkulos, socialmedicin, barnpsykologi, höll populärmedicinska föreläsningar samt var medarbetare i samlingsverk, uppslagsböcker och tidskrifter.